# Cam Phúc Nam
Cam Phúc Nam là một phường cũ thuộc thành phố Cam Ranh, tỉnh Khánh Hòa, Việt Nam.
Phường Cam Phúc Nam có diện tích 8,5 km², dân số năm 2000 là 6.227 người, mật độ dân số đạt 733 người/km².